# Richmond Lattimore
Richmond Alexander Lattimore, ameriški pesnik in prevajalec, * 6. maj 1906, † 26. februar 1984, Rosemont, Pensilvanija, Združene države Amerike.
Poznan je bil po svojih angleških prevodih grških klasikov, še posebej po prevodih Homerjeve Odiseje in Iliade, ki sta po prepričanju mnogih med najboljšimi angleškimi prevodi teh dveh del. 

## Življenje
Rojen je bil staršema Davidu in Margaret Barnes Lattimore v mestu Paotingfu na Kitajskem. Tam ni obiskoval šole, ampak ga je poučeval kar njegov oče, ki je bil ravno tako jezikoslovec, ki je delal za kitajsko vlado. Leta 1926 je Lattimore diplomiral na Darmouth Collegu, v New Hampshiru, ZDA. Njegov brat Owen Lattimore je bil sinolog, ki je bil v času preganjanja komunistov v ZDA, ki ga je izvajal John McCarthy, preganjan zaradi svoje domnevne povezave s Kitajsko. Obtožbe proti njemu so se izkazale za lažne, zato je bil kasneje rehabilitiran. Njegova sestra Eleonor je na Kitajskem izdala več knjig za otroke. Lattimore je bil Rhodsov štipendist na univerzi v Oxfordu, kjer je leta 1932 diplomiral, leta 1934 pa si je na Univerzi v Illinoisu prislužil še doktorat. Naslednje leto se je pridružil Oddelku za grščino za univerzi Bryn Mawr v zvezni državi Pensilvanija ter se poročil z Alice Bockstahler, s katero je imel dva sinova, Stevena in Alexandra. Tudi Steven je postal profesor, ki je učil na Univerzi Kalifornije, Los Angeles. Lattimore je bil poklicno neaktiven med letoma 1943 in 1946, saj je služil v ameršiki mornarici. Po vojni se je vrnil k poučevanju na univerzi Bryn Mawr, a je pogosto gostoval tudi kot predavatelj na drugih univerzah, do svoje upokojitve leta 1971. Februarja 1984 je umrl za posledicami raka v mestu Rosemont v Pensilvaniji, ZDA. Svoje pesmi in prevode je objavljal do smrti, dve njegovi pesmi pa sta izšli tudi posthumno.

## Članstva
Lattimore je bil član številnih društev in organizacij kot npr. Akademije ameriških pesnikov (Academy of American Poets), bratovščine Phi Beta Kappa, Nacionalnega inštituta umetnosti in literature (National Institute of Arts and Letters), Ameriške akademije znanosti in umetnosti (American Academy of Arts and Sciences), Ameršike filozofske združbe (American Philosophical Society), Ameriške filološke združbe (American Philological Association) ter Ameriškega arheološkega inštitua (Archaeological Institute of America), kot tudi Ameriške akademije v Rimu (American Academy at Rome) in častni študent na Univerzi v Oxfordu.

## Pesmi in pesniške zbirke
- The Stride of Time (1966)
- Poems from Three Decades (1972)
- The Iliad of Homer (1951)
- The Odyssey of Homer (1969)